# Vampiro: Edad Oscura
Vampiro: Edad Oscura es un juego de rol estadounidense creado por Jennifer Hartshorn, Ethan Skemp, Mark Rein-Hagen y Kevin Hassall publicado en 1996 por la editorial White Wolf Game Studio. Es un juego medieval derivado del juego Vampiro: la mascarada que está ambientado en la Edad Contemporánea. 
El juego se sitúa en el año 1197 d. C. pero hay suplementos que sitúan la trama en otras fechas, por ejemplo Lobos Marinos que aunque puede desarrollarse en dicho año se recomienda jugar en la época vikinga (del 793 al 1100 d. C.), La Amarga Cruzada que se ambienta en 1202 - 1204 d. C. que es la fecha de la cuarta cruzada e Iberia Nocturna que se desarrolla justo tras la batalla de las Navas de Tolosa, en 1212 d. C. en la que los cristianos ganan y que supone el punto culminante de la Reconquista y el inicio de la decadencia de la presencia musulmana en las actuales España y Portugal (la península ibérica).
En 2002 la línea de juego fue revisada al igual que muchos juegos que forman parte del Mundo de Tinieblas y el nombre del juego cambió a Edad Oscura: Vampiro, diseñada por Bruce Baugh y otros autores. Con la publicación de Edad Oscura: Vampiro se dio origen a una pequeña franquicia y se añadieron otras líneas de juego: Edad Oscura: Hombre Lobo, Edad Oscura: Mago, Edad Oscura: Inquisidor, La Deuda del Diablo y Edad Oscura: Hadas, cada una presentando un nuevo tipo y sociedad de personajes sobrenaturales y compartiendo el mismo universo de juego. En esta edición la trama del juego se sitúa en torno al 1230 d. C.
En el año 2015 se publica Vampiro: Edad Oscura vigésimo aniversario que devuelve al juego su nombre original y que compila gran cantidad de información del juego que había sido publicada en diferentes libros y a la vez incorpora su propia versión del material publicado. La edición también incluye una revisión de reglas del Sistema narrativo. En esta edición la trama del juego se sitúa en torno al 1242 d. C.

## Universo de juego
Vampiro: Edad Oscura está ambientado en el llamado Mundo de Tinieblas, un universo de ficción originalmente creado para Vampiro: La Mascarada, juego de rol en el que los jugadores interpretan vampiros en la Edad Contemporánea, en un mundo gótico punk parecido al nuestro pero más oscuro. En el caso de Vampiro: Edad Oscura los personajes de los jugadores también son vampiros, pero el juego se desarrolla en la Edad Media o Edad Oscura, en torno al año 1197, aunque algunos suplementos retroceden o avanzan en el tiempo situándose en momentos históricos importantes e impactantes en determinados lugares geográficos: Lobos Marinos tiene lugar en la época dorada de los vikingos, entre los siglos VIII y XI, La Amarga cruzada está ambientado en la Cuarta Cruzada, en torno al año 1204, e Iberia nocturna en la península ibérica del año 1212, el año en el que tuvo lugar la batalla de Las Navas de Tolosa. Posteriormente, Edad Oscura: Vampiro, la edición de 2002, hace avanzar la época de juego hasta el año 1230 y Vampiro: Edad Oscura 20 aniversario al año 1242. 
Los vampiros de la Edad Oscura se diferencian de los de la Mascarada en los puntos siguientes:
- En Vampiro: Edad Oscura, los vampiros del Mundo de Tinieblas no le dan a la tradición de La Mascarada la misma importancia que los de la Edad Contemporánea para ocultarse por completo de los humanos y algunos incluso gobiernan abiertamente, siendo incluso venerados y adorados como Dioses. Esto es porque aún no han tenido lugar la caza de brujas de La Inquisición ni la Revuelta Anarquista.
- Muchos vampiros de Edad Oscura, como gran parte de la población europea, son profundamente religiosos. La Herejía Cainita es un culto vampírico infiltrado en las estructuras eclesiásticas, que trata de controlar a la Iglesia y conseguir que los vampiros sean venerados como figuras sagradas.
- Las principales sectas vampíricas de Vampiro: la Mascarada, la Camarilla y el Sabbat, todavía no se han formado, al igual que los anarquistas tal y como son conocidos en las noches modernas, aunque sí existen El Inconnu y la Mano Negra o Tal´mahe´Ra (aunque el juego la ignora). La sociedad vampírica de Europa está gobernada por el poder de los Príncipes, aunque su poder raramente se extiende más allá de sus dominios salvo los casos de aquellos que tienen gran influencia en los grandes imperios o potencias de la época, y que terminarán luchando contra otros al igual que sus contrapartidas humanas en lo que terminará llamándose la guerra de los príncipes
- El clan Tremere ha surgido recientemente (en 1133). El líder de su clan devoró el alma de Saulot, el fundador del clan Salubri. Los Tremere se encuentran asediados por numerosos enemigos, sobre todo por el clan Tzimisce, y luchan por sobrevivir.
- Los Guerreros del clan Assamita todavía no han sufrido la «maldición de la sangre» y puede alimentarse de otros vampiros dado que aún no ha tenido lugar La Revuelta Anarquista y por lo tanto Alamut no ha sido descubierta por el Clan Nosferatu de La Camarilla.
- El Clan Giovanni aún no existe. Entre los 13 grandes clanes descendientes de Caín se encuentran los Capadocios, el clan de la Muerte. Los Giovanni, una familia de nigromantes venecianos, aún son una línea de sangre dentro del clan Capadocio.
- El Clan Salubri está en decadencia y aunque aún existe en algunos lugares como parte de la sociedad vampírica están siendo poco a poco exterminados y diabolizados por los Tremere. La importancia y poder de este clan dependerán de la época en la que desarrolle la crónica. Por ejemplo en una crónica centrada en vikingos (o lobos marinos) cuya era comienza en el 793, son uno de los 13 clanes y esto dura varios siglos porque los primeros Tremere vampiros surgen en el 1022 (la era vikinga como tal termina aproximadamente en el 1100).

## Sistema de juego
Como todos los juegos de rol que White Wolf ambienta en su Mundo de Tinieblas el sistema de juego elegido para Vampiro: Edad Oscura es el llamado Sistema Narrativo.

## Traducciones al español
- Vampiro: Edad Oscura fue traducido y publicado en español por la editorial madrileña La Factoría de Ideas en agosto de 1996.[3]
- Edad Oscura: Vampiro (la edición de 2002, que iniciaba una nueva línea de juego) fue traducido y publicado a su vez, también por La Factoría de Ideas, en febrero de 2003.[4]
- Vampiro: Edad Oscura vigésimo aniversario traducido y publicado por la editorial Nosolorol en diciembre de 2016. Esta versión avanza la metatrama hasta 1242 al mismo tiempo que realiza su propia versión del material publicado.